# Дзвінкий ясенний фрикативний
|            | Зубний | Ясенний |
| ---------- | ------ | ------- |
| сибілянт   | z̪      | z / z͇   |
| несибілянт | ð      | ð̠ /ð͇ /ɹ̝ |

Дзвінкі ясенні (альвеолярні) фрикативні — приголосні звуки. Символ Міжнародного фонетичного алфавіту для позначення цих звуків залежить від того чи описується сибілянт.
- Символ МФА для сибілянта — z, а відповідний символ X-SAMPA — z. Символ [z] звичайно не вживається для зубних і заясенних сибілянтів без діакритиків ([z̪] і [z̠] відповідно).
- Для позначення несибілянта вживаються символи з діакритиками, наприклад ð̠ або ɹ̝.

## Дзвінкий ясенний сибілянтний фрикативний
Дзвінкий ясенний сибілянтний фрикативний поширений у європейських мовах, але загалом доволі рідкий звук порівняно з глухим варіантом.

### Властивості
Властивості дзвінкого ясенного фрикативного сибілянта:
- Тип фонації — дзвінка, тобто голосові зв'язки вібрують від час вимови.
- Спосіб творення — фрикативний, тобто один артикулятор наближається до іншого, утворюючи вузьку щілину, що спричиняє турбулентність.
- Спосіб творення — сибілянтний фрикативний, тобто повітря скеровується по жолобку на спинці язика за місцем творення на гострий кінець зубів, що спричиняє високочастотну турбулентність.
- Місце творення — ясенне, тобто звук артикулюється кінчиком або передньою спинкою язика проти ясенного бугорка.
- Це ротовий приголосний, тобто повітря виходить крізь рот.
- Це центральний приголосний, тобто повітря проходить над центральною частиною язика, а не по боках.
- Механізм передачі повітря — егресивний легеневий, тобто під час артикуляції повітря виштовхується крізь голосовий тракт з легенів, а не з гортані, чи з рота.

## Дзвінкий ясенний несибілянтний фрикативний

### Властивості
Властивості дзвінкого ясенного фрикативного:
- Тип фонації — дзвінка, тобто голосові зв'язки вібрують від час вимови.
- Спосіб творення — фрикативний, тобто один артикулятор наближається до іншого, утворюючи вузьку щілину, що спричиняє турбулентність.
- Місце творення — ясенне, тобто звук артикулюється кінчиком або передньою спинкою язика проти ясенного бугорка.
- Це ротовий приголосний, тобто повітря виходить крізь рот.
- Це центральний приголосний, тобто повітря проходить над центральною частиною язика, а не по боках.
- Механізм передачі повітря — егресивний легеневий, тобто під час артикуляції повітря виштовхується крізь голосовий тракт з легенів, а не з гортані, чи з рота.